# Leptychaster inermis
Leptychaster inermis är en sjöstjärneart som först beskrevs av Ludwig 1905.  Leptychaster inermis ingår i släktet Leptychaster och familjen kamsjöstjärnor. Inga underarter finns listade i Catalogue of Life.